# Cui Peng
Cui Peng (崔鵬T, 崔鹏S, Cuī PéngP; Dalian, 31 maggio 1987) è un calciatore cinese, attaccante del Kunshan e della Nazionale cinese.

## Carriera

### Club
Ha giocato nella prima divisione cinese.

### Nazionale
Ha partecipato ai Mondiali Under-20 del 2005 ed ai Giochi Olimpici del 2008.
Esordisce con la Cina il 10 agosto 2006 contro la Thailandia. Attualmente conta 7 presenze in Nazionale.